# Пирятин (гурт)

Обкладинка альбому «Атентат». Малюнок Івана Семесюка

«Пирятин» — український гурт із Києва. Фронтменом гурту та автором пісень є Іван Семесюк. Колектив визначив жанр, у якому працює, як «power country».

## Історія
«Пирятин» створено у 2016 році. У 2018 гурт презентував дебютний альбом «Атентат», а у 2020 — альбом «Тантра». Між цими релізами, у 2019 році, вийшли три сингли («Родіна», «Привид», «Аватар»). У відповідь на протести в Білорусі в 2020 році гурт записав пісню, присвячену кольорам білоруського національного прапору і людям, яких він об'єднує, пісню «Чырвоная і Белая» білоруською мовою на вірш гомельського поета Алєся Плоткі. У 2021 на офіційних каналах гурту з'явився сингл «Водку не буду».
Найпопулярнішими за переглядами на каналах творами колективу є «Арта» (2018) і кліп до пісні «Родіна» (2019).
Запис і зведення усіх треків здійснив саундпродюсер і бас-гітарист «Пирятина» Артем Малюга.
|  | «Пирятин» — дуже самобутній музичний колектив, що існує не завдяки і навіть не всупереч українській музичній індустрії. Створений відомим художником та письменником Іваном Семесюком гурт, насамперед, опирається на досвід, отриманий в суміжних мистецьких сферах, а музику сприймає, як полотно. Чи порожнечу, яку неодмінно треба заповнити об’ємом. |

 — стверджує незалежний музичний експерт Юрій Бондарчук.

## Склад гурту
- Іван Семесюк — спів, губна гармоніка, вістл, поперечні флейти;
- Андрій «Біт» Литвинок — барабани;
- Артем Малюга — бас-гітара, гітара, додаткові інструменти;
- Богдан Буткевич — гітара.
- Надя Каламєєць — вокал.

## Дискографія

### Альбоми
- 2018 — «Атентат»;
- 2020 — «Тантра».

### Сингли
- 2019 — «Родіна»;
- 2019 — «Привид»;
- 2019 — «Аватар»;
- 2020 — «Чырвоная і Белая»;
- 2021 — «Водку не буду».